# Prédateurs (roman)
Pour les articles homonymes, voir Prédateurs.
Prédateurs est un roman à suspense de Maxime Chattam publié en 2007
Il est le deuxième des trois volumes du « Cycle de l'Homme et de la Vérité », commencé par Les Arcanes du chaos (2006) et qui se termine par La Théorie Gaïa (2007).
Le roman évoque les aventures d'un officier de la police militaire qui, durant une guerre, recherche l'identité d'un tueur en série qui massacre plusieurs soldats. Aidé par les membres de son équipe et d'une jeune infirmière, il tente de découvrir la personne, aussi perverse qu'intelligente, qui commet ces crimes et les raisons de ces assassinats.

## Résumé
L'histoire se déroule durant un débarquement militaire. La tension est maximale parmi les GI's et une sale affaire tombe sur les bras du lieutenant Frewin de la police militaire. Dans le bateau Seagull, un soldat a été retrouvé pendu à des crocs de bouchers, sa tête est remplacée par celle d'un bélier. Accompagné de la mystérieuse et séduisante infirmière Ann Dawson, Frewin et son équipe se lancent à la recherche de l'identité du criminel.
Les meurtres s'enchaînent dans une horreur croissante et les soupçons se tournent rapidement vers la 3e section de la compagnie Raven, une poignée de durs formant un cercle très spécial.

## Accueil
Lors de sa sortie, le thriller a étonné le public comme les critiques, par son côté gore.

## Éditions
- Éditions imprimées
  - Maxime Chattam, Prédateurs : roman, Paris, Albin Michel, 4 avril 2007, 459 p. (ISBN 978-2-226-17696-7, BNF 41010099)
  - Maxime Chattam, Prédateurs, Paris, Pocket, 14 mai 2009, 576 p. (ISBN 978-2-266-18878-4, BNF 41484656)

- Livre audio
  - Maxime Chattam (auteur), Muranyi Kovacs (narratrice) et Hervé Lavigne (narrateur), Prédateurs, La Roque-sur-Pernes, Éditions VDB, coll. « Thriller », 24 juillet 2009 (ISBN 978-2-84694-734-3, BNF 41472173)Support : 2 CD audio ; durée : 14 h 43 min environ ; référence éditeur : VDB MP3/187.

- Série télévisée
  - En 2019, il a été annoncé que le roman sera bientôt adapté en série télévisée. Cette édition sera sous une forme de huit épisodes de 45 minutes et sera écrite par deux scénaristes Alexandre Charlot et Franck Magnier qui faisaient déjà partie des scénaristes de « Bienvenue chez les Ch’tis »[5]